# Ji Seung-Hwan
Ji Seung-Hwan, född den 16 september 1974 i Seongnam, Sydkorea, är en sydkoreansk landhockeyspelare.
Han tog OS-silver i herrarnas landhockeyturnering i samband med de olympiska landhockeytävlingarna 2000 i Sydney.